# Lovaglás a 2014. évi nyári ifjúsági olimpiai játékokon
A 2014. évi nyári ifjúsági olimpiai játékokon a lovaglás versenyeinek a Nanjing International Exhibition Center adott otthont augusztus 19. és 24. között.

## Naptár
Az időpontok helyi idő szerint (UTC+8) értendők.
| Dátum         | Időpont | Versenyszám                   |
| ------------- | ------- | ----------------------------- |
| Augusztus 19. | 15:30   | Csapat díjugratás, 1. forduló |
| Augusztus 20. | 15:30   | Csapat díjugratás, 2. forduló |
| Augusztus 23. | 15:30   | Egyéni díjugratás, 1. forduló |
| Augusztus 24. | 15:30   | Egyéni díjugratás, 2. forduló |

## Éremtáblázat
(A táblázatokban az egyes számoszlopok legmagasabb értéke vastagítással kiemelve.)
| A 2014. évi nyári ifjúsági olimpiai játékok éremtáblázata lovaglásban | A 2014. évi nyári ifjúsági olimpiai játékok éremtáblázata lovaglásban | A 2014. évi nyári ifjúsági olimpiai játékok éremtáblázata lovaglásban | A 2014. évi nyári ifjúsági olimpiai játékok éremtáblázata lovaglásban | A 2014. évi nyári ifjúsági olimpiai játékok éremtáblázata lovaglásban | Olimpia  |
| --------------------------------------------------------------------- | --------------------------------------------------------------------- | --------------------------------------------------------------------- | --------------------------------------------------------------------- | --------------------------------------------------------------------- | -------- |
|                                                                       | Ország                                                                | Arany                                                                 | Ezüst                                                                 | Bronz                                                                 | Összesen |
| –                                                                     | Nemzetek vegyes részvételei (MIX)                                     | 1                                                                     | 1                                                                     | 1                                                                     | 3        |
| 1.                                                                    | Új-Zéland (NZL)                                                       | 1                                                                     | 0                                                                     | 0                                                                     | 1        |
|                                                                       |                                                                       |                                                                       |                                                                       |                                                                       |          |
| 2.                                                                    | Argentína (ARG)                                                       | 0                                                                     | 1                                                                     | 0                                                                     | 1        |
|                                                                       |                                                                       |                                                                       |                                                                       |                                                                       |          |
| 3.                                                                    | Ausztrália (AUS)                                                      | 0                                                                     | 0                                                                     | 1                                                                     | 1        |
|                                                                       |                                                                       |                                                                       |                                                                       |                                                                       |          |
| Összesen                                                              | Összesen                                                              | 2                                                                     | 2                                                                     | 2                                                                     | 6        |

## Érmesek
| Versenyszám               | Arany | Ezüst | Bronz |
| ------------------------- | --- | --- | --- |
| díjugratás, egyéni        | Emily Fraser · Új-Zéland (NZL) | Martina Campi · Argentína (ARG) | Jake Hunter · Ausztrália (AUS) |
| díjugratás, vegyes csapat | Európa · Matias Alvaro · Olaszország (ITA) · Michael Duffy · Írország (IRL) · Jake Saywell · Nagy-Britannia (GBR) · Filip Agren · Svédország (SWE) · Lisa Nooren · Hollandia (NED) | Dél-Amerika · Francisco Calvelo Martinez · Uruguay (URU) · Antoine Porte · Chile (CHI) · Valeria Jimenez Caballero · Paraguay (PAR) · Martina Campi · Argentína (ARG) · Bianca de Souza Rodrigues · Brazília (BRA) | Észak-Amerika · Polly Serpell · Kajmán-szigetek (CAY) · Macarena Chiriboga Granja · Ecuador (ECU) · Sabrina Rivera Meza · Salvador (ESA) · Stefanie Brand · Guatemala (GUA) · Maria Gabriela Brugal · Dominikai Köztársaság (DOM) |